# تیم ملی فوتبال زنان بوتان
تیم ملی فوتبال زنان بوتان (انگلیسی: Bhutan women's national football team) نماینده فوتبال زنان این کشور در رده ملی است و تحت نظارت فدراسیون فوتبال بوتان قرار دارد.